# Philomaoria pallipes
Philomaoria pallipes är en spindeldjursart som först beskrevs av White 1849.  Philomaoria pallipes ingår i släktet Philomaoria och familjen tvåögonklokrypare. Inga underarter finns listade i Catalogue of Life.